# Volvo P1800
El Volvo P1800 es un automóvil deportivo producido por el fabricante sueco Volvo Cars entre 1961 y 1973. Se trata de un dos puertas para dos pasajeros, con motor delantero y tracción trasera, en versión cupé (1961-73) o shooting brake (1972-73).
El P1800 era más un gran turismo que un deportivo antes de que se mejorara su velocidad punta, haciéndose famoso a través de su aparición como coche principal, conducido por Roger Moore, en la serie de televisión El Santo, emitida entre 1962 y 1969. Ese P1800 había sido diseñado por Pietro Frua y tenía una mecánica derivada del Volvo Amazon 122.
En 1998, el P1800 fue certificado como "el primer vehículo privado con mayor kilometraje conducido por su propietario original en servicio no comercial" — habiendo superado los tres millones de millas, con alrededor de 4 800 000 km (2 982 600 millas) en 2013.

## Datos técnicos
| Modelo              | P1800                        | 1800S                        | 1800S                      | 1800E                      |
| ------------------- | ---------------------------- | ---------------------------- | -------------------------- | -------------------------- |
| Año de construcción | 1961–1963                    | 1963–1968                    | 1968–1969                  | 1969–1972                  |
| Cilindrada          | 1780 cm³ (1,8 L; 108,6 plg³) | 1780 cm³ (1,8 L; 108,6 plg³) | 1986 cm³ (2 L; 121,2 plg³) | 1986 cm³ (2 L; 121,2 plg³) |
| Potencia máxima     | 66 kW (90 CV)                | 71 kW (97 CV)                | 77 kW (105 CV)             | 91 kW (124 CV)             |
| Velocidad máxima    | 170 km/h (106 mph)           | 175 km/h (109 mph)           | 180 km/h (112 mph)         | 190 km/h (118 mph)         |

## Producción
En total se fabricaron 47 492 unidades del P1800 y 1800. La repartición según sus versiones es la siguiente:
- P 1800 (1961-1963): 6000 unidades
- 1800 S (1963): 2001 unidades
- 1800 S (1964): 4500 unidades
- 1800 S (1965): 4000 unidades
- 1800 S (1966): 4500 unidades
- 1800 S (1967): 400 unidades
- 1800 S (1968): 2800 unidades
- 1800 S (1969): 1693 unidades
- 1800 E (1970): 2799 unidades
- 1800 E (1971): 4750 unidades
- 1800 E (1972): 1872 unidades
- 1800 ES (1972): 3070 unidades
- 1800 ES (1973): 5007 unidades

## Récord del 1800

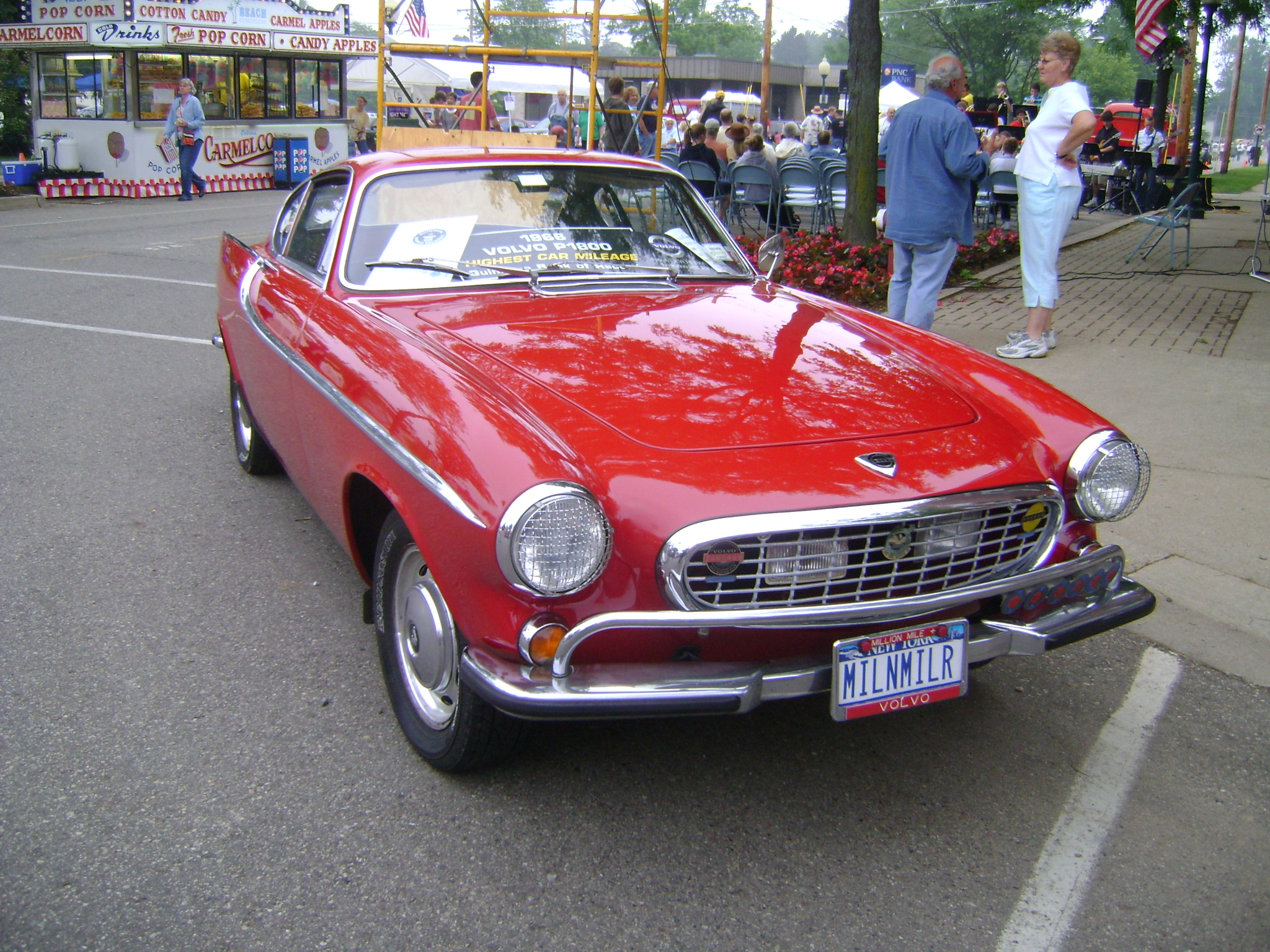
Un 1800S alcanzando las

El propietario de un Volvo 1800S de 1966, Irv Gordon, de East Patchogue, Nueva York, Estados Unidos, tiene el Récord Guinness de mayor kilometraje de un mismo vehículo, el Volvo 1800S que ha conducido desde 1966. 42 000 km (26 100 millas) de estos los ha rodado fuera de Estados Unidos, en Canadá y México, así como en Europa. "En Suecia, llegamos hasta la sede mundial de Volvo para ver dónde había nacido el P1800", comenta Gordon.[cita requerida]
En 1987 alcanzó la marca de 1 610 000 km (1 000 400 millas).[cita requerida]
En 1998 fue registrado en el Libro Guinness de los récords como el vehículo de mayor distancia recorrida certificado, conducido por el propietario original en servicio no comercial, con 1 690 000 millas (2 719 800 km).[cita requerida]
En 2002 alcanzó la marca 2 000 000 millas (3 218 700 km).[cita requerida]
El 2 de abril de 2002, Gordon y su 1800S fueron invitados al famoso programa de televisión The Tonight Show with Jay Leno, después de rebasar los dos millones de millas en su odómetro.[cita requerida]
En enero de 2011 Irv Grodon y su Volvo aparecieron en PBS's scienceNow y en Hemmings Sports & Exotic Magazine en noviembre de 2011.[cita requerida]
A partir de junio de 2013, el vehículo superaba ya las 2 996 012 millas (4 821 602 km), por lo que Volvo Cars puso en marcha una campaña de relaciones públicas sin precedentes destacando el rendimiento (volvocars.3millionreasons.com) y el coche sobrepasó los 3 000 000 millas (4 828 020 km) en Alaska en septiembre de 2013.[cita requerida]